# Мю² Скорпиона
Мю2 Скорпиона (μ2 Sco, μ2 Scorpii) — звезда в южном зодиакальном созвездии Скорпиона. Обладает видимой звёздной величиной +3,56 и является достаточно яркой для наблюдения невооружённым глазом. Расстояние до данной звезды составляет около 474 световых лет, эта оценка была получена при измерениях параллакса.
Мю2 Скорпиона является  бело-голубым субгигантом спектрального класса B2 IV. Радиус звезды в 7-9 раз превышает радиус Солнца, светимость составляет примерно  2385 светимостей Солнца. Внешние слои атмосферы обладают температурой около 23113 K. Возраст звезды оценивается в 18,5 млн лет, звезда вращается с проективной скоростью около 58 км/с. Мю2 Скорпиона входит в состав Верхней подгруппы 
Центавра-Волка в ассоциации Скорпиона-Центавра.
В китайской астрономии данная звезда носит название  神宮, пиньинь: Shéngōng (англ. Changing Room).